# V461 Андромеды
V461 Андромеды (лат. V461 Andromedae) — одиночная переменная звезда в созвездии Андромеды на расстоянии (вычисленном из значения параллакса) приблизительно 2909 световых лет (около 892 парсеков) от Солнца. Видимая звёздная величина звезды — от +9,9m до +9,6m.

## Характеристики
V461 Андромеды — красная пульсирующая медленная неправильная переменная звезда (LB) спектрального класса M6 или M4. Эффективная температура — около 3294 K.